# Не в шляпе счастье
«Не в шляпе счастье» — советский кукольный мультипликационный фильм для взрослых, снятый режиссёром Николаем Серебряковым на студии «Союзмультфильм» в 1968 году по сценарию Генриха Сапгира и Геннадия Цыферова по мотивам сказки Овсея Дриза «Площадь шляп».

## Сюжет
По мотивам сказки Овсея Дриза «Площадь шляп». Мультфильм рассказывает о городе, где живут двое влюбленных. Девушка ждёт признания от возлюбленного, но он не решается показать свои чувства и позвать её замуж. Жители города мечтают о празднике. Однажды в город приезжает волшебник и выпускает множество бабочек. Жители считают, что поймать такую бабочку в шляпу — к счастью.

## Съёмочная группа
| Авторы сценария                | Генрих Сапгир, Геннадий Цыферов |
| Режиссёр                       | Николай Серебряков |
| Художник-постановщик           | Алина Спешнева |
| Художники-мультипликаторы      | Иосиф Доукша, Юрий Клепацкий, Павел Петров |
| Куклы и декорации изготовили   | Роман Гуров (руководитель), Владимир Аббакумов или В. Абакумов, Галина Геттингер, Павел Гусев, Валентин Ладыгин, Павел Лесин, Лилианна Лютинская, Геннадий Лютинский, Олег Масаинов, Татьяна Сокольская, Марина Чеснокова |
| Оператор                       | Владимир Саруханов |
| Редактор                       | Наталья Абрамова |
| Композитор                     | Эдуард Артемьев |
| Звукооператор                  | Борис Фильчиков |
| Монтажёр                       | Надежда Трещёва |
| Директор картины               | Натан Битман |
| Текст читает и песни исполняет | Ирина Карташёва |

## Технические данные
| Возрастная категория         | - для взрослых - 0+                                         |
| Цветность                    | цветной                                                     |
| Тип                          | кукольный                                                   |
| Продолжительность            | 17 минут 6 секунд или 17 минут 2 секунды или 19 минут       |
| Количество серий             | 1                                                           |
| Киностудия                   | «Союзмультфильм» (творческое объединение кукольных фильмов) |
| Дата производства            | 1968 год                                                    |
| Страна производства          | СССР                                                        |
| Разрешительное удостоверение | 214019515 от 07.08.2015                                     |

## Описание, отзывы и критика
По мнению Людвиги Закржевской, в богатом фактурой фильме «Не в шляпе счастье» интересные персонажи-куклы впервые располагаются в разнообразных мизансценах так свободно. Такому расположению способствуют объёмные пространственные декорации.
По мнению Семёна Гинзбурга, фильм «Не в шляпе счастье» представляет собой редкий для советской мультипликации случай обращения к жанру притчи, далёкий от экзистенциализма и утверждающий веру в светлое будущее человечества. Эта, с виду наивная, «сказочка для взрослых», полемизируя с «Малой хроникой» Мимицы, утверждает, что за своё счастье и можно и нужно бороться.
По мнению Сергея Асенина, фильм «Не в шляпе счастье» — это результат обширных творческих исканий необыкновенно творческого режиссёра, склонного к фантастике и романтике. Наиболее удачным у авторов фильма получился образ знаменитой стареющей лошади, обладающей духовно-утончённым артистическим обликом и манерами сентиментальной стареющей звезды. Этот образ получился психологически правдивым и точным, но при этом содержательным сплавом условного образа животного с вполне узнаваемым возвышенно-романтическим человеческим характером. Сам фильм необычен уже тем, что подан именно как воспоминания этой лошади — цирковой артистки. При этом художественное воплощение этой подачи оказалось весьма выигрышным. Выразительности фильму добавляет разнообразие мимики мастерски изготовленных кукол, умеющих менять выражение лица, двигая и закрывая глаза или открывая рот. Сказочный город, его обитатели и гости кажутся живыми. В этих замечательных куклах удачно соединяются нарицательная типажная обобщённость с точной характеризацией и, одновременно, сказочной романтичностью. Необыкновенно кратко, но точно и ёмко показан процесс охватывания девушки взаимным чувством, изображённый как оплетение её сказочным цветочным узором из розы сердца влюблённого юноши. Воплощённая бродячим шарманщиком мечта о счастье молодого влюблённого приводит к счастью и желавших помочь ему со свадьбой мастеров, движимых профессиональным артистизмом. Весь фильм пронизан идеей о неразрушимой взаимосвязи труда, счастья и красоты. И становится понятно, что собственное счастье — дело собственных рук, ума и воли.
По воспоминаниям Сергея Серебрякова, фильм озвучивала Ирина Карташёва.
По мнению Нго Мань Лана, эмоциональный психологический мир и лирико-драматические характеры персонажей фильма «Не в шляпе счастье» глубоко раскрыты.
По мнению Бенжамина Бениманы, в фильме Серебрякова «Не в шляпе счастье» были созданы сказочно-фантастические поэтические образы, подтвердившие способность кукольного фильма, как особого жанра мультипликации, решать любые задачи экранного творчества. Сказочно-поэтический сюжет фильма отличается особым лиризмом. У кукол-персонажей неподражаемая пластика движения, их образам придана скульптурная выразительность.
По мнению Ирины Евтеевой, иконическая манера ведения повествования фильма «Не в шляпе счастье» относит его к числу предвестников изменения концепции жанра мультипликационной притчи.
По мнению Натальи Кривули, фильм «Не в шляпе счастье» относится к философским сказкам, являющимся дальнейшим расширением границ жанра через «сказки для взрослых» путём перехода мультипликации от эпически-мифологических к притчево-метафорическим и публицистическим формам, к рассмотрению общефилософских вопросов через субъективное мировосприятие отдельно взятого персонажа.
По мнению Юрия Норштейна, фильм Серебрякова «Не в шляпе счастье» был одним из фильмов своего времени, достигших непредставимого ранее уровня и по сценарному мастерству и по художественному воплощению. По мнению Ларисы Малюковой, в то время мультипликация, едва «покинув песочницу», сразу достигла небывалых высот.
По мнению Ларисы Малюковой и Наталии Венжер, в фильме Николая Серебрякова «Не в шляпе счастье» заметны новые, нематериальные отношения между художником и изобразительным материалом. Куклы этого фильма являются источником поэзии, а не детской игрушкой или муляжом человека.
По воспоминаниям самого Николая Серебрякова, при работе над фильмом «Не в шляпе счастье», он со своей женой Алиной Спешневой сделал декорацию в виде вывернутого наизнанку города, дома без фасадов. У этой декорации на задней стене дома музыкантов Серебряков для украшения нарисовал портрет Джорджа Гершвина, а из баловства пририсовал ему усы, чем очень взволновал директора картины, который подумал, что это портрет молодого Сталина.
По мнению Биргит Боймерс, фильм «Не в шляпе счастье» режиссёра Николая Серебрякова и его верной художницы-постановщицы Алины Спешневой наполнен поэзией эфира, особого пространства между сном и реальностью, говорящего языком аллегорий, символов, метафор, ассоциаций и повторений. Сделанные из нетрадиционных материалов выразительные куклы-персонажи соседствуют не только с соответствующими им декорациями, но и с рисунками, вырезками.
Мультфильм «Не в шляпе счастье» — это история о влюблённом, лишь ценой преодоления своей застенчивости удостоившемся встречного чувства. Так поёт помогавший достижению взаимности кудесник: «Только лишь стоит поверить в себя».